# Torun Börtz
Torun Barbro Elisabeth Börtz, född Nydahl den 30 mars 1967 i Malmö, är en svensk journalist, författare och fotograf.

## Journalist
År 1989 avlade Börtz examen vid Journalisthögskolan i Stockholm. Hon har även avlad filosofie kandidat-examen i franska och litteraturvetenskap och har även studerat litteraturvetenskap vid Université Sorbonne-Nouvelle i Paris.
Börtz har arbetat för flera svenska medier, bland annat Göteborgs-Posten, Ystads Allehanda, Ekot och TT Nyhetsbyrån.
Åren 1999–2010 arbetade Börtz som stringer för TT i Paris och bevakade Frankrike för nyhetsbyråns räkning. Hon medarbetade under samma tid som frilans för bland annat Dagens Nyheter, Göteborgs-Posten, Femina och Sveriges Radio. Sedan 2010 är Börtz åter bosatt i Skåne och arbetar som frilansande skribent och fotograf.

## Författare
Som författare debuterade Börtz 2007 med reportageboken Betongen brinner: om utanförskap i upploppens Frankrike. Boken är en grundlig genomgång av bakgrunden till de upplopp som hösten 2005 skakade flera franska förorter.
Torun Börtz har publicerat ytterligare två böcker med franskt tema. I kåserisamlingen Man kallar mig Miss France beskriver hon med humor och självdistans sin egen tillvaro som utrikeskorrespondent och ensamstående småbarnsmamma. I debutromanen När sista dörren stängts återkommer Börtz till utanförskapsproblematiken; den här gången med bostadsbrist och hemlöshet som utgångspunkt.

## Fotograf
Torun Börtz har även utgivit två fotoböcker. Också ett ställe är en bildberättelse om vardagen i ett litet skånskt samhälle. I Garaget Live berättar Börtz i text och bild historien om hur en gammal bilhall i skånska Hammenhög kom att bli en av Sveriges hetaste livescener.
Som fotograf har hon också deltagit i bland annat den jurybedömda Höstsalongen på Fotografiska i Stockholm 2017. År 2018 utsågs Börtz också att delta i Dokumentärfotosalongen på Arbetets museum i Norrköping.
Som fotograf är Torun Börtz representerad i Simrishamns kommuns konstsamling.